# 剛床
剛床（ごうしょう）とは、建築構造物における床のうち、風荷重・地震荷重などの水平荷重(横からの力)に対して、無限の剛性と耐力を持ち、絶対に水平方向に変形することのない床のことを指す。鉛直方向の剛性・耐力・変形については問わない。

## 鉄筋コンクリート製の床
剛床は、理論上存在する床であり、現実的には存在しない。しかし、鉄筋コンクリート製の床は限りなく剛床に近いことから、構造計算においては剛床として扱うことが多い。これを剛床の仮定と呼ぶ。剛床の仮定をすることによって、あまりにも複雑すぎる構造計算を、ある程度簡素化することができる。ただし、鉄筋コンクリート製の床でも、梁と強固に一体化していないものや、階段室や吹き抜けの多いものは、剛床の仮定が成立しにくい。

## 木造の床
木造の床は、水平剛性が低く、剛床とは言いがたい。そういったものは剛床に対応する言葉として柔床と呼ぶ。しかし、近年、木造建物の耐震性を求められることから、床下地材として構造用合板を直接釘で打ち付け、極力剛床に近くする工法が普及している。床倍率何倍以上を剛床として扱ってよいかの規定はないが、現実的には、次に示す床を剛床として扱うことが多い。
- 厚さ12mmの構造用合板を、梁および根太のすべてに、N50釘を用いて、外周部・中間部ともに150mm間隔で直接打ち付けた床。この場合、根太は落とし根太とし、梁天端と高さを揃えること、根太の間隔は340mm以下とすること。また、釘の種類と間隔を守り、釘頭が構造用合板にめり込まないようにすること。なお、柱や間柱に干渉する部分は、構造用合板を欠き込み、その付近の釘を増し打ちする。(住宅の品質確保の促進等に関する法律で定められた床倍率2.0倍)

- 厚さ24mm～28mmの厚物構造用合板を、梁のすべてに、N75釘を用いて、外周部・中間部ともに150mm間隔で直接打ち付けた床。この場合根太は必要ない。梁の間隔は縦横とも910mmとすること。釘の種類と間隔を守り、釘頭が構造用合板にめり込まないようにすること。なお、柱や間柱に干渉する部分は、構造用合板を欠き込み、その付近の釘を増し打ちする。(住宅の品質確保の促進等に関する法律で定められた床倍率3.0倍)

- 枠組壁工法の床。